# Garde Civique
Garde Civique eller Burgerwacht (borgervæbning) en Belgisk paramilitær militis, som blev operettet i  oktober 1830 kort efter den  belgiske revolution. Garden blev grundlagt ved sammenlægning af forskellige militsgrupper, som var dannet af middelklassen under det anarki, som fulgte revolutionen. Den fungerede som et halvmilitært "gendarmeri", med den primære rolle at opretholde den sociale orden i Belgien indtil den blev opløst i 1920.

## Organisation
Garden  var organiseret på lokalt niveau, oprindelig i alle kommuner med over 30.000 indbyggere. Den bestod af borgere mellem 21 og 50 år, som ikke allerede havde militære forpligtelser som soldater eller reservister. De som var mellem 21 og 32 år skulle gennemføre træning ti gange om året, mens den anden klasse - aldersgruppen 33–50 kun skulle opgive deres adresser med faste mellemrum. En tredje klasse bestod af ældre frivillige, som havde hverken udstyr, uniform eller våben, men som forventedes at yde støtte i deres lokale regioner. Garde Civique var i fredstid underlagt indenrigsministeriet, ikke krigsministeriet. Det var adskilt fra det belgiske gendarmeri (Rijkswacht), som var en del af hæren.
De fleste gardeenheder var infanteri, men der var nogle artilleri og beredne enheder. Ved udbruddet af 1. verdenskrig bestod Garde Civique af 33 kompagnier chasseurs-à-pied (let infanteri), 17 artilleribatterier, 4 eskadroner chasseurs-à-cheval (let kavaleri) og 3 kompagnier sapeurs-pompiers (bevæbnede brandmænd).Omkring halvdelen af disse specielle korps var koncentreret i byområderne i Bruxelles, Antwerpen, Gent og Liège, hvilket afspejlede den historiske rolle, som Garden havde som en styrke, der opretholdt ro og orden.

## Formål og uniform
Gardens udtalte mål var at opretholde orden og bevare Belgiens uafhængighed og integritet.
Hver regional enhed i Garden havde sin egen mørkeblå eller grønne uniform, som fulgte det generelle mønster i de uniformer, som blev båret af den regulære hær, men med en række variationer. Infanteriet bar en bredskygget hat med kvast, kavaleriet en skind busby og artilleriet en shako. De 40.700 civilgardister, der gjorde tjeneste i den aktive del  ("1. Ban") af styrken skulle selv anskaffe deres egne uniformer.

## Rolle i 1. Verdenskrig I
Garde Civique blev mobiliseret ved den tyske invasion i Belgien den 4. august 1914. Deres tiltænkte opgaver var at sikre kommunikationslinjer, bevogte broer og andre installationer, eskortere fanger og vedligeholde orden udenfor de egentlige kampområder. De tyske militære myndigheder valgte imidlertid at betragte medlemmer af Garden som franc-tireurs (irregulære styrker) og som sådan ikke underlagt underlagt international ret, hvis de blev taget til fange. Der blev stillet krav om at de skulle afvæbnes og opløses. I lyset af tyske nedskydninger af belgiske civile gidsler i den første del af invasionen, blev sådanne trusler taget alvorligt, og den 31. oktober 1914 udsendte Kong Albert 1. et dekret om opløsning af Garden. De fleste af dens yngre medlemmer overgik til den regulære belgiske hær.

## Endelige opløsning
Da han kom ind i det befriede belgiske område i oktober 1918 blev kong Albert efter sigende mødt af en saluterende veteran fra Garde Civique i fuld galla, som havde holdt sit udstyr og riffel gemt under de fire år med tysk besættelse. Sådanne episoder kunne imidlertid ikke undgå det faktum, at garden havde været af begrænset militær betydning, og ikke længere var nødvendig i rollen med at sikre den sociale orden, som havde været dens primære rolle i det 19. århundrede. Styrken blev derfor formelt opløst i 1920. 

## Eksterne kilder
- "Si Bruxelles m'était conté...Garde civique". Hentet 31. januar  2013.
- "1914 La Garde civique dans tous ses états". www.quefaire.be. Hentet 31. januar 2013.  (Museums udstilling 2012-2013)